# Nives Curti
Pour les articles homonymes, voir Curti (homonymie).
Nives Curti, née le 1er septembre 1969 dans le val d'Ossola, est une coureuse de fond italienne. Elle a remporté le titre inofficiel de championne d'Europe de course en montagne 1994. Elle est également triple championne d'Italie de course en montagne.

## Biographie
Nives fait ses débuts en athlétisme sur piste. Elle se spécialise dans la course de fond. En 1987, elle termine quatrième du 10 000 m aux championnats d'Europe juniors d'athlétisme en 34 min 47 s 22. L'année suivante, elle se classe septième des championnats du monde juniors d'athlétisme en 35 min 10 s 75, toujours sur la même distance.
Pour sa première année de compétition en senior, elle remporte les titres nationaux de cross-country et de relais 4 x 1 500 m.
Elle découvre ensuite la discipline de course en montagne et remporte son premier titre national en 1993, titre qu'elle décroche trois fois d'affilée.
Le 3 juillet 1994, elle prend part au Critérium européen de course en montagne à Quantin et remporte le titre inofficiel de championne d'Europe de course en montagne.
Le 2 avril 1995, elle décroche la médaille de bronze en individuel lors des championnats du monde militaires de cross-country à Mayport. Au Trophée mondial de course en montagne à Édimbourg, elle se classe troisième bronze et remporte l'argent par équipes. Elle remporte la course Titzé de Noël en fin d'année.
Le 13 juillet 1996, elle remporte la médaille de bronze au Trophée européen de course en montagne derrière sa compatriote Maria Grazia Roberti et remporte l'or par équipes. Le 27 octobre, elle se classe troisième du marathon de Venise.
En 2001, elle remporte la médaille d'argent des championnats d'Italie de semi-marathon à Arezzo et signe son record personnel du marathon en 2 h 28 min 59 s en terminant cinquième du marathon de Chicago.

## Palmarès

### Route/cross
| Année | Compétition                                        | Lieu                   | Place | Épreuve          | Temps           |
| ----- | -------------------------------------------------- | ---------------------- | ----- | ---------------- | --------------- |
| 1986  | Corrida d'Octodure                                 | Martigny               | 3e    | Course populaire | 13 min 55 s     |
| 1988  | Corrida d'Octodure                                 | Martigny               | 3e    | Course populaire | 13 min 36 s     |
| 1989  | Cross delle Pradelle                               | Lozzo di Cadore        | 3e    | Cross-country    | 17 min 17 s     |
| 1989  | Championnats du monde féminins de course sur route | Rio de Janeiro         | 18e   | 15 kilomètres    | 52 min 52 s     |
| 1989  | Corrida d'Octodure                                 | Martigny               | 2e    | Course populaire | 13 min 12 s     |
| 1989  | Corrida bulloise                                   | Bulle                  | 3e    | Course populaire | 17 min 11 s     |
| 1989  | Course Titzé de Noël                               | Sion                   | 3e    | Course populaire | 14 min 18 s     |
| 1990  | Cross della Vallagarina                            | Villa Lagarina         | 3e    | Cross-country    | 16 min 2 s      |
| 1990  | Semi-marathon du Tessin                            | Tenero                 | 2e    | Semi-marathon    | 1 h 18 min 35 s |
| 1991  | Cross della Vallagarina                            | Villa Lagarina         | 1re   | Cross-country    | 15 min 18 s     |
| 1994  | Stramilano                                         | Milan                  | 3e    | Semi-marathon    | 1 h 12 min 34 s |
| 1994  | Semi-marathon Garda Trentino                       | Gargnano               | 3e    | Semi-marathon    | 1 h 14 min 15 s |
| 1995  | Championnats du monde militaires de cross-country  | Mayport                | 3e    | Cross-country    | 17 min 24 s     |
| 1995  | Corrida d'Octodure                                 | Martigny               | 1re   | Course populaire | 15 min 30 s     |
| 1995  | Course Titzé de Noël                               | Sion                   | 1re   | Course populaire | 20 min 40 s     |
| 1996  | Campaccio                                          | San Giorgio su Legnano | 3e    | Cross-country    | 22 min 42 s     |
| 1996  | Championnats du monde militaires de cross-country  | Rabat                  | 7e    | Cross-country    |                 |
| 1996  | Mezza Maratona del VCO                             | Gravellona Toce        | 1re   | Semi-marathon    | 1 h 14 min 14 s |
| 1996  | Marathon de Venise                                 | Venise                 | 3e    | Marathon         | 2 h 38 min 30 s |
| 1996  | Course Titzé de Noël                               | Sion                   | 2e    | Course populaire | 17 min 30 s     |
| 1997  | Cross della Vallagarina                            | Villa Lagarina         | 3e    | Cross-country    | 15 min 37 s     |
| 1997  | Corrida d'Octodure                                 | Martigny               | 3e    | Course populaire | 15 min 51 s     |
| 1998  | Championnats du monde militaires de cross-country  | Camp de Curragh        | 9e    | Cross-country    | 19 min 22 s     |
| 1998  | Mezza Maratona del VCO                             | Gravellona Toce        | 1re   | Semi-marathon    | 1 h 13 min 53 s |
| 1998  | Corrida d'Octodure                                 | Martigny               | 3e    | Course populaire | 17 min 5 s      |
| 2000  | Semi-marathon Garda Trentino                       | Gargnano               | 2e    | Semi-marathon    | 1 h 14 min 6 s  |
| 2000  | Corrida d'Octodure                                 | Martigny               | 3e    | Course populaire | 17 min 32 s     |
| 2001  | Semi-marathon de San Bias                          | Coamo                  | 3e    | Semi-marathon    | 1 h 18 min 33 s |
| 2001  | Semi-marathon de Turin                             | Turin                  | 2e    | Semi-marathon    | 1 h 11 min 50 s |
| 2001  | Marathon de Paris                                  | Paris                  | 6e    | Marathon         | 2 h 32 min 51 s |
| 2001  | Championnats d'Italie de semi-marathon             | Arezzo                 | 2e    | Semi-marathon    | 1 h 13 min 14 s |
| 2001  | Marathon de Chicago                                | Chicago                | 5e    | Marathon         | 2 h 28 min 59 s |
| 2001  | Championnats d'Europe de cross-country             | Thoune                 | 27e   | Cross-country    | 16 min 21 s     |
| 2002  | Campaccio                                          | San Giorgio su Legnano | 3e    | Cross-country    | 21 min 20 s     |
| 2002  | Cross della Vallagarina                            | Villa Lagarina         | 3e    | Cross-country    | 17 min 46 s     |
| 2002  | Semi-marathon de San Bias                          | Coamo                  | 2e    | Semi-marathon    | 1 h 19 min 2 s  |
| 2002  | Semi-marathon de Paris                             | Paris                  | 4e    | Semi-marathon    | 1 h 13 min 25 s |
| 2002  | Marathon de Paris                                  | Paris                  | 6e    | Marathon         | 2 h 33 min 14 s |

### Course en montagne
| no  | féminin            | Course                                   | Longueur | Départ            | Temps          |
| --- | ------------------ | ---------------------------------------- | -------- | ----------------- | -------------- |
| 4e  | 4e                 | Trophée mondial de course en montagne    | 7,94 km  | 5 septembre 1993  | 38 min 5 s     |
| 1re | Médaille d'or      | Critérium européen de course en montagne | 7,2 km   | 3 juillet 1994    | 30 min 28 s    |
| 1re | Médaille d'or      | Scalata dello Zucco                      | 5 km     | 10 juillet 1994   | 25 min 33 s    |
| 4e  | 4e                 | Trophée mondial de course en montagne    | 7,34 km  | 4 septembre 1994  | 41 min 28 s    |
| 1re | Médaille d'or      | Trophée Vanoni                           | 5 km     | octobre 1994      | 24 min 18 s    |
| 6e  | 6e                 | Trophée européen de course en montagne   | 10 km    | 15 juillet 1995   | 1 h 9 min 34 s |
| 3e  | Médaille de bronze | Trophée mondial de course en montagne    | 7,85 km  | 10 septembre 1995 | 37 min 43 s    |
| 3e  | Médaille de bronze | Trophée européen de course en montagne   | 8 km     | 13 juillet 1996   | 53 min 59 s    |

## Records
| Épreuve       | Performance     | Date       | Lieu             |
| ------------- | --------------- | ---------- | ---------------- |
| 1 500 mètres  | 4 min 29 s 3    | Bressanone | 15 juin 2001     |
| 3 000 mètres  | 9 min 15 s 25   | Grosseto   | 10 août 1989     |
| 5 000 mètres  | 15 min 50 s 88  | Gateshead  | 28 août 1989     |
| 10 000 mètres | 33 min 50 s 28  | Turin      | 4 mai 1997       |
| 5 kilomètres  | 16 min 30 s     | Bolzano    | 31 décembre 1995 |
| 10 kilomètres | 33 min 56 s     | Milan      | 20 mai 2001      |
| Semi-marathon | 1 h 11 min 50 s | Turin      | 11 mars 2001     |
| Marathon      | 2 h 28 min 59 s | Chicago    | 7 octobre 2001   |